# パーヴェル・シュテルンベルク
パーヴェル・カルロヴィチ・シュテルンベルク（ロシア語: Павел Карлович Штернберг、1865年4月2日 - 1920年2月1日）は、ロシアの天文学者。
オリョールに生まれた。モスクワ大学で学び、大学の天文台の助手となった。1905年の革命後ボリシェヴィキに加わった。1916年にモスクワ大学の教授となった。1916年から1917年の間はモスクワ大学天文台の所長を務めた。天文学の分野では、ロシア各地の重力測定、二重星の天体写真による観測などを行った。
モスクワ大学のシュテルンベルク天文研究所や月のクレータ、および小惑星 (995) シュテルンベルガに命名されている。　